# Sträv bägarlav
Sträv bägarlav (Cladonia scabriuscula) är en lavart som först beskrevs av Dominique François Delise och som fick sitt nu gällande namn av William Nylander. 
Sträv bägarlav ingår i släktet Cladonia och familjen Cladoniaceae.  Arten är reproducerande i Sverige. Inga underarter finns listade i Catalogue of Life.

## Källor

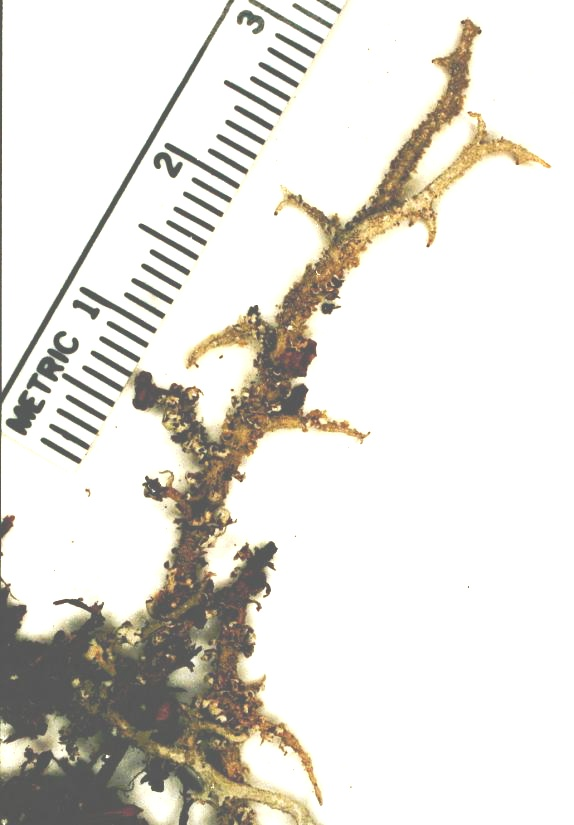
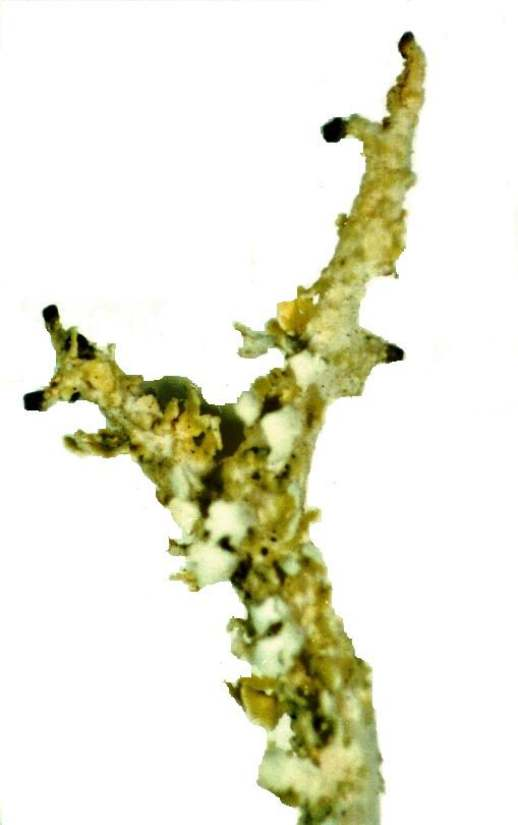
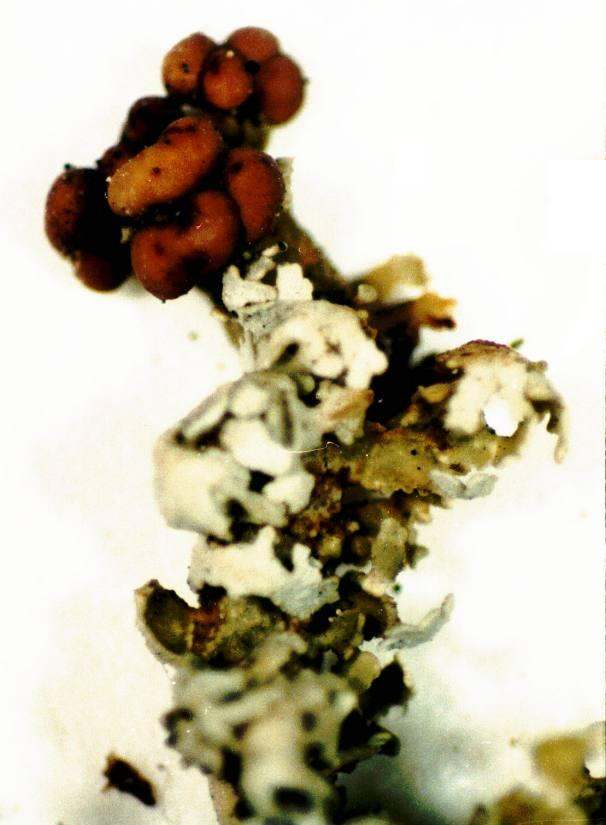
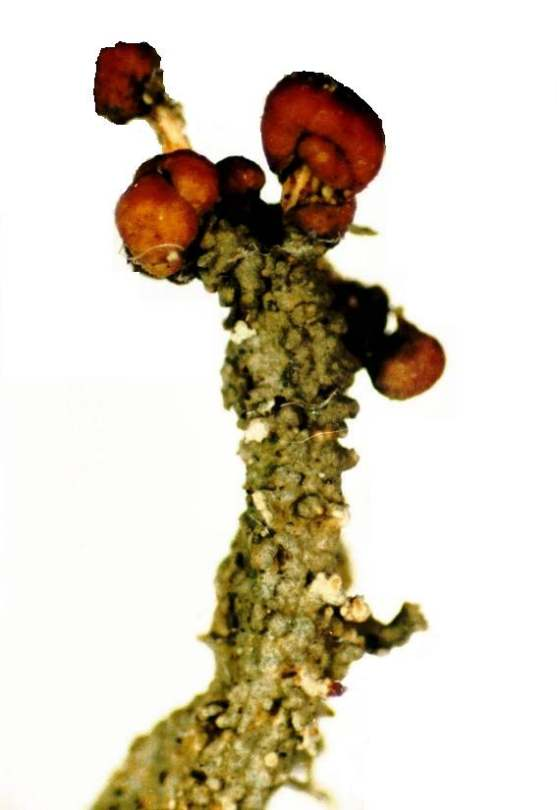
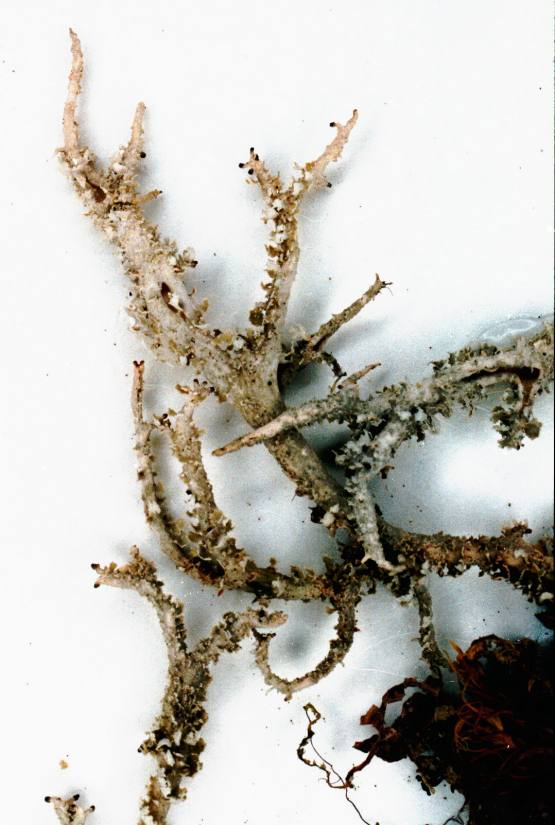